# Huyện Narail
Narail là một huyện thuộc division Khulna, Bangladesh. Huyện này có diện tích 990 km², dân số năm 2002 là 689021 người, mật độ dân số là 696 người/km².